# Придністровський рубль
Придністрóвський рубль — грошова одиниця Придністровської Молдавської Республіки (ПМР). Один придністровський рубль дорівнює ста копійкам.

## Історія
Після проголошення ПМР 1990 року функцію грошового обігу в ній аж до середини 1994 року виконували радянські грошові знаки. Їхнє швидке знецінення призвело до витіснення з обігу монет, використання яких з огляду на незначну вартість втратило сенс.
Для захисту своєї грошової системи уряд ПМР у липні 1993 року ухвалив рішення модифікувати радянські банкноти шляхом наклеювання на них спеціальної марки із зображенням Суворова та позначенням номіналу.
У серпні 1994 року Придністров'я отримало перший зразок власної валюти — придністровський рубль. Новий рубль обмінювався того часу на 100 радянських рублів. На придністровських рублях першого випуску були зображені засновник міста Тирасполь російський полководець Суворов та український гетьман Богдан Хмельницький. Втім, завдяки інфляції 2000 року в обігу лишились лише купюри вартістю 10 000 рублів та вище.

### Сучасні гроші
2000 року були випущені перші придністровські монети — пам'ятні монети на честь десятиріччя ПМР вартістю 25 та 50 рублів, що карбувалися з мідно-нікелевого сплаву. На аверсі монет вміщено герб ПМР, на реверсі — пам'ятник Суворову (50 рублів) та будівля Верховної Ради ПМР (25 рублів).
На початку 2001 року в обіг були випущені придністровські рублі нового зразку, які обмінювались на рублі зразку 1994 року у співвідношенні 1 : 100 000.

#### Серія 2000 року
На придністровських рублях 2001 року випуску на купюрах вартістю 1, 2, 10 та 25 рублів зображено О. Суворова; на банкноті в 50 рублів — Т. Г. Шевченка; на банкноті вартістю 100 рублів — молдавського господаря Димитрія Кантеміра.
| Серія 2000 року | Серія 2000 року | Серія 2000 року  | Серія 2000 року | Серія 2000 року | Серія 2000 року                 | Серія 2000 року                                           | Серія 2000 року | Серія 2000 року |
| Номінал         | Розміри         | Основний колір   | Зразки          | Зразки          | Опис                            | Опис                                                      | Дата            | Дата            |
| Номінал         | Розміри         | Основний колір   | Аверс           | Зворот          | Аверс                           | Зворот                                                    | друку           | випуску         |
| --------------- | --------------- | ---------------- | --------------- | --------------- | ------------------------------- | --------------------------------------------------------- | --------------- | --------------- |
| 1 рубль         | 129 × 56 мм     | Помаранчевий     |                 |                 | Олександр Суворов               | Кіцканський монумент                                      | 2000            | 2000            |
| 5 рублів        | 129 × 56 мм     | Синій            |                 |                 | Олександр Суворов               | Коньячний завод KVINT                                     | 2000            | 2000            |
| 10 рублів       | 129 × 56 мм     | Коричневий       |                 |                 | Олександр Суворов               | Свято-Вознесенський Ново-Нямецький монастир               | 2000            | 2000            |
| 25 рублів       | 129 × 56 мм     | Червоний         |                 |                 | Олександр Суворов               | Бендерський замок                                         | 2000            | 2000            |
| 50 рублів       | 129 × 60 мм     | Зелений          |                 |                 | Тарас Шевченко                  | Президентський палац / будинок уряду в Тирасполі          | 2000            | 2000            |
| 100 рублів      | 129 × 60 мм     | Пурпуровий       |                 |                 | Димитрій Кантемір               | Церква Різдва Христового, Тирасполь                       | 2000            | 2000            |
| 200 рублів      | 135 × 64 мм     | Темно-коричневий |                 |                 | Петро Румянцев-Задунайський     | Ґрос-Єґерсдорфська битва, 21 Липня 1757 року              | 2004            | 2004            |
| 500 рублів      | 140 × 68 мм     | Сіро-зелений     |                 |                 | Катерина II (імператриця Росії) | Указ про створення Тирасполя Катериною II, і план фортеці | 2004            | 2004            |

#### Серія 2007 року
2007 року нова серія замінила банкноти номіналами від 1 до 100 рублів із таблиці, наведеної вище, на банкноти нового зразка. Нові банкноти виконані з дотриманням тієї ж тематики, але з новим дизайном.
| Серія 2007 року | Серія 2007 року | Серія 2007 року | Серія 2007 року | Серія 2007 року | Серія 2007 року   | Серія 2007 року                                  | Серія 2007 року | Серія 2007 року |
| Номінал         | Розміри         | Основний колір  | Зразки          | Зразки          | Опис              | Опис                                             | Дата            | Дата            |
| Номінал         | Розміри         | Основний колір  | Аверс           | Зворот          | Аверс             | Зворот                                           | друку           | випуску         |
| --------------- | --------------- | --------------- | --------------- | --------------- | ----------------- | ------------------------------------------------ | --------------- | --------------- |
| 1 рубль         | ??              | Помаранчевий    |                 |                 | Олександр Суворов | Кіцканський монумент                             | 2007            | 2007            |
| 5 рублів        | ??              | Синій           |                 |                 | Олександр Суворов | Коньячний завод KVINT                            | 2007            | 2007            |
| 10 рублів       | ??              | Коричневий      |                 |                 | Олександр Суворов | Свято-Вознесенський Ново-Нямецький монастир      | 2007            | 2007            |
| 25 рублів       | ??              | Червоний        |                 |                 | Олександр Суворов | Бендерський замок                                | 2007            | 2007            |
| 50 рублів       | ??              | Зелений         |                 |                 | Тарас Шевченко    | Президентський палац / будинок уряду в Тирасполі | 2007            | 2007            |
| 100 рублів      | ??              | Пурпуровий      |                 |                 | Димитрій Кантемір | Церква Різдва Христового, Тирасполь              | 2007            | 2007            |

#### Цікаві факти
Купюри 2004 року номіналом 200 та 500 рублів містять помилки в написах українською мовою, як-от: Приднестровський республиканський банк (замість нормативних написів Придністровський республіканський банк).

### Пам'ятні банкноти
Окрім випуску банкнот для загального обігу, Придністровський республіканський банк також випускає пам'ятні банкноти, присвячені історії республіки та подіям, пов'язаним з її розвитком. Пам'ятні банкноти складаються з наддруку, нанесеного на банкноту, і випускаються як для загального обігу, так і в обмеженій кількості для нумізматичного ринку.

## Копійки
Окрім банкнот у 1, 5, 10, 25, 50 та 100 рублів в обіг 2001 року були випущені також розмінні монети. Монети вартістю 1, 5 та 10 копійок карбувалися з алюмінієвого сплаву, 25 та 50 копійок (останні введені 2002 року) — з мідно-цинкового сплаву; з початку 2009 монета вартістю 1 копійка виведена з обігу у зв'язку з інфляційним знеціненням.
| Зображення | Номінал    | Матеріал             | Діаметр (мм) | Товщина (мм) | Маса (г) | Дати            | Дати       | Дати              |
| Зображення | Номінал    | Матеріал             | Діаметр (мм) | Товщина (мм) | Маса (г) | введення в обіг | карбування | виведення з обігу |
| ---------- | ---------- | -------------------- | ------------ | ------------ | -------- | --------------- | ---------- | ----------------- |
|            | 1 копійка  | алюміній             | 15,9         | 1,5          | 0,62     |                 | 2000       | 1 січня 2009      |
|            | 5 копійок  | алюміній             | 17,9         | 1,4          | 0,7      |                 | 2000       | в обігу           |
| 18         | 5 копійок  | алюміній             | 1,43         | 0,79         |          | 2005            |            | в обігу           |
|            | 10 копійок | алюміній             | 20           | 1,5          | 1        |                 | 2000 2005  | в обігу           |
|            | 25 копійок | бронза               | 17           | н/д          | 2,15     |                 | 2002       | в обігу           |
| 1,36       | 25 копійок | бронза               | 17           | 2,2          |          | 2005            |            | в обігу           |
|            | 25 копійок | сталь, плак. бронзою | 17           | 1,46         | 2,1      |                 | 2005       | в обігу           |
|            | 50 копійок | бронза               | 19           | 1,45         | 2,75     |                 | 2000       | в обігу           |
| 18,9       | 50 копійок | бронза               | н/д          | 2,7          |          | 2005            |            | в обігу           |
|            | 50 копійок | сталь, плак. бронзою | 19           | 1,45         | 2,8      |                 | 2005       | в обігу           |

Напередодні святкування 11-ї річниці утворення ПМР у Придністров'ї були випущені серії пам'ятних монет з приводу цього ювілею, відчеканені зі срібла та золота: «Видатні особистості Придністров'я» та «Православні храми Придністров'я»

## Українська тематика на придністровських грошах
Українська мова є однією з трьох офіційних мов ПМР, тому на республіканських банкнотах назва державного банку надається і українською, хоча часом і з помилками (так на першому випуску 1993 р. «Прідністрівський банк» замість «Придністровський»). Разом з тим українська тематика є присутньою на кількох придністровських купюрах:
- Богдан Хмельницький на аверсі 50 000 рублів 1995 р.
- Пам'ятник Тарасу Шевченку на реверсі 50 000 рублів 1995 р.
- Тарас Шевченко на  аверсі 50 рублів 2000 і 2007 рр.

Присвячені українцям і кілька пам'ятних монет Придністров'я. Так в серії «Придністров'я — край козацький» 2006—2007 рр. можна побачити монети номіналом в 100 рублів, з портретами отаманів Чорноморського війська, як тих, що командували нащадками запорізьких козаків в Придністров'ї (Сидір Білий, Захарій Чепіга), так і на Кубані (Антін Головатий, Яків Кухаренко). В серії «Легенди і казки народів Придністров'я» 2006 р. є монета в 100 рублів, що присвячена Івасику-Телесику, з написом українською, але знов із помилками («Івасик-Тэлэсик. За мотивами украінських народних казок»).

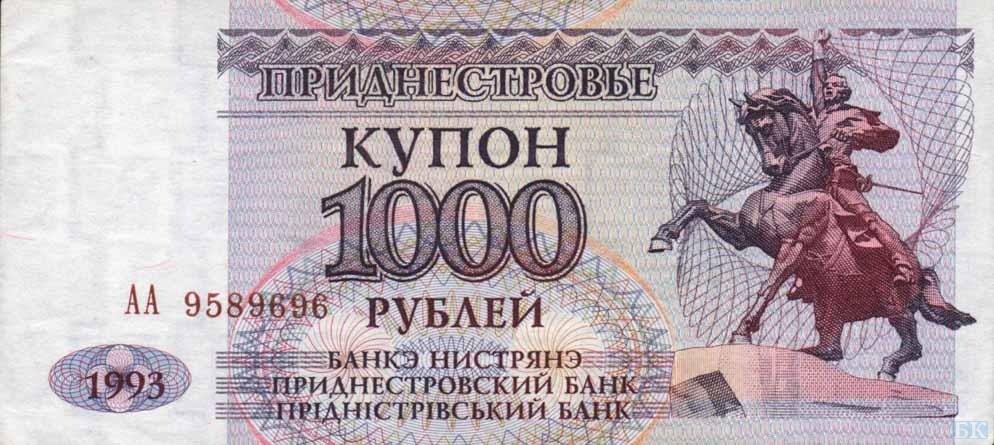
«Прідністрівський банк».
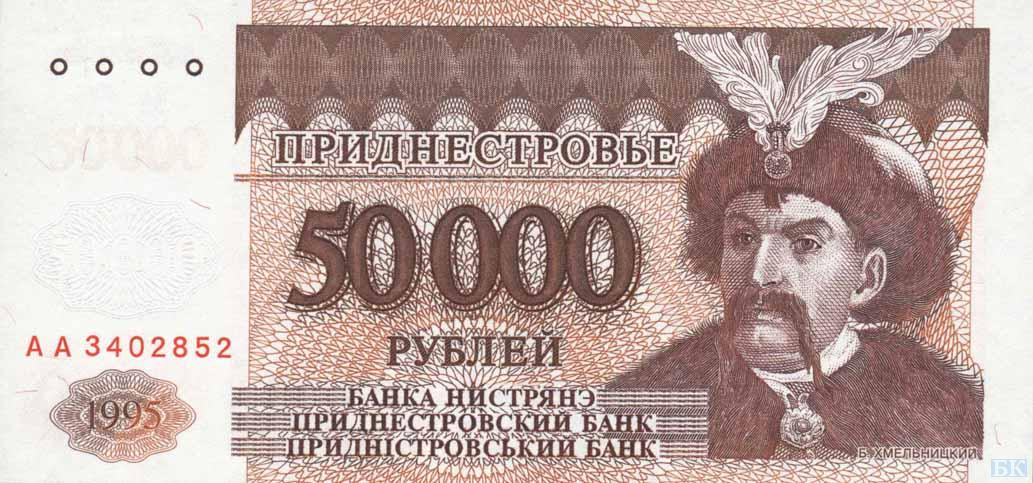
Богдан Хмельницький.
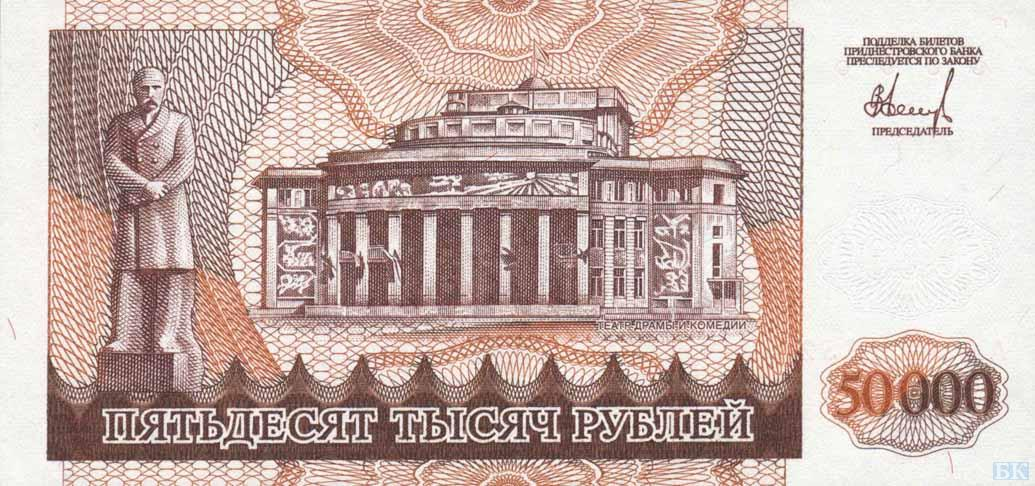
Пам'ятник Тарасу Шевченку.
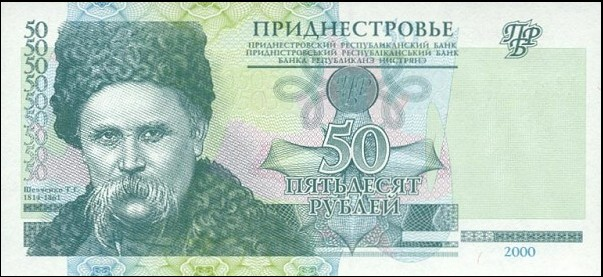
Тарас Шевченко.
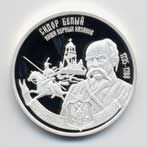
Сидір Білий.
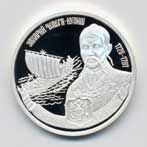
Захарій Чепіга.
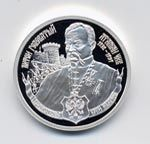
Антін Головатий.
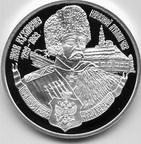
Яків Кухаренко.
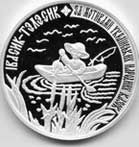
Івасик-Телесик.